# 119 v. Chr.
Portal Geschichte | Portal Biografien | Aktuelle Ereignisse | Jahreskalender | Tagesartikel

◄ |
3. Jahrhundert v. Chr. |
2. Jahrhundert v. Chr. |
1. Jahrhundert v. Chr. |
►

◄ | 130er v. Chr. | 120er v. Chr. | 110er v. Chr. | 100er v. Chr. |
90er v. Chr. |
►

◄◄ | ◄ | 122 v. Chr. | 121 v. Chr. | 120 v. Chr. | 119 v. Chr. |
118 v. Chr. |
117 v. Chr. |
116 v. Chr. |
► |
►►
Staatsoberhäupter

## Gestorben
- Gaius Papirius Carbo, römischer Politiker